# هورنی اولشنیتسه
هورنی اولشنیتسه (به چکی: Horní Olešnice) یک منطقهٔ مسکونی در جمهوری چک است که در منطقه تروتنوف واقع شده‌است.